# J. Léonce Bernard
Joseph Gérard Léonce Bernard, O.PEI (* 23. Mai 1943 in Abrams Village, Prince Edward Island; † 27. März 2013) war ein kanadischer Politiker. Von 2001 bis 2006 war er Vizegouverneur der Provinz Prince Edward Island.
Der Akadier Bernard, ein gelernter Buchhalter, diente in der Royal Canadian Air Force. Danach war er unter anderem als Geschäftsführer einer Lokalbank tätig. Für die Prince Edward Island Liberal Party kandidierte er 1975 mit Erfolg bei einer Nachwahl für einen Sitz in der Legislativversammlung. Bei den fünf nachfolgenden Wahlterminen gelang ihm jeweils die Wiederwahl. In der Regierung von Joe Ghiz hatte er zwei Ministerposten inne: Von 1986 bis 1989 war er Industrieminister, danach bis 1991 Fischereiminister. 1993 trat Bernard als Abgeordneter zurück. Generalgouverneurin Adrienne Clarkson vereidigte ihn am 28. Mai 2001 als Vizegouverneur von Prince Edward Island. Dieses repräsentative Amt übte er bis 31. Juli 2006 aus.